# مباي لي
مباي لي (بالفرنسية: Mbaye Leye)‏ (1 ديسمبر 1982 في السنغال - ) هو مدرب ولاعب كرة قدم سنغالي سابق كان يلعب في مركز الهجوم. شارك مع منتخب السنغال لكرة القدم. أما مع النوادي، فقد لعب مع زولته فاريجيم وستاندارد لييج ونادي أميين ونادي غينت ونادي لوريان ونادي لوكيرين. منذ يونيو 2019 وهو المدرب الأساسي لفريقه السابق ستاندارد لييج.

## وصلات خارجية
- مباي لي على موقع قاعدة بيانات كرة القدم.إي يو (الإنجليزية)
- مباي لي على موقع ليكيب (الفرنسية)
- مباي لي على موقع ناشيونال فوتبول تيمز (الإنجليزية)
- مباي لي على موقع Soccerway.com (الإنجليزية)
- مباي لي على موقع عالم كرة القدم.نت (الإنجليزية)
- مباي لي على موقع AS.com (الإسبانية)